# Im Jyoung-hwa
Im Jyoung-hwa (kor. 임정화; ur. 7 grudnia 1985 w Ulsan) – południowokoreańska sztangistka, srebrna medalistka igrzysk olimpijskich.

## Kariera
Swój pierwszy medal na arenie międzynarodowej wywalczyła podczas mistrzostw świata juniorów w Pusan w 2005 roku, gdzie zajęła drugie miejsce w wadze lekkiej. Na rozgrywanych trzy lata później igrzyskach olimpijskich w Pekinie w 2008 roku zdobyła srebrny medal w wadze muszej. W zawodach tych rozdzieliła na podium Chen Wei-ling z Tajwanu i Pensiri Laosirikul z Tajlandii. Pierwotnie Im zajęła czwarte miejsce, jednak w 2016 roku za doping zdyskwalifikowane zostały Chinka Chen Xiexia (1. miejsce) oraz Turczynka Sibel Özkan (2. miejsce), a srebrny medal przyznano Koreance. Był to jej jedyny start olimpijski.